# Vilallonga
Pour les articles homonymes, voir Villalonga (homonymie).
Vilallonga, en valencien, ou Villalonga, en castillan (dénomination officielle bilingue depuis le 17 mai 2013), est une commune d'Espagne de la province de Valence dans la Communauté valencienne. Elle est située dans la comarque de la Safor et dans la zone à prédominance linguistique valencienne.

## Géographie

Localisation de Vilallonga
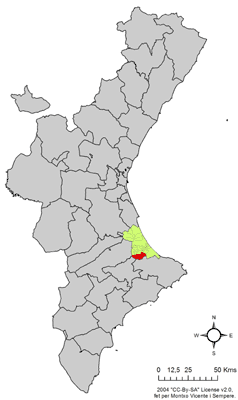
dans la Communauté valencienne.
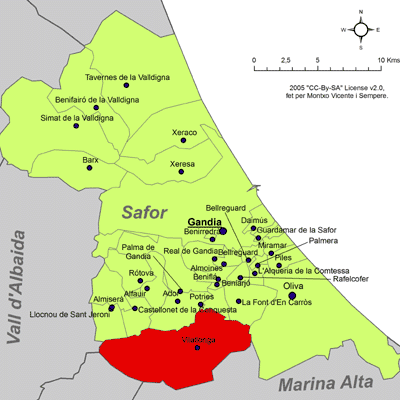
dans la comarque de la Safor.

### Communes limitrophes
La commune de Vilallonga est entourée par les communes suivantes :
Ador, Castellonet de la Conquesta, La Font d'en Carròs, Llocnou de Sant Jeroni, Oliva, Potries et Terrateig de la province de Valence ; Adsubia, L'Orxa et Vall de Gallinera de la province d'Alicante.

## Démographie
| 1981  | 1990  | 1992  | 1994  | 1996  | 1998  | 2000  | 2002  | 2004  | 2006  | 2007  |
| ----- | ----- | ----- | ----- | ----- | ----- | ----- | ----- | ----- | ----- | ----- |
| 3.730 | 3.655 | 3.564 | 3.583 | 3.649 | 3.649 | 3.639 | 3.550 | 3.996 | 3.984 | 4.141 |

### Sources
- (es) Cet article est partiellement ou en totalité issu de l’article de Wikipédia en espagnol intitulé « Villalonga » (voir la liste des auteurs).